# مایکل کنستانتین
مایکل کنستانتین (انگلیسی: Michael Constantine؛ زادهٔ ۲۲ مهٔ ۱۹۲۷ – درگذشتهٔ ۳۱ اوت ۲۰۲۱) یک بازیگر سینما، و هنرپیشه اهل ایالات متحده آمریکا بود. وی از سال ۱۹۵۳ تا ۲۰۱۶ میلادی مشغول فعالیت بود.
از فیلم‌ها یا برنامه‌های تلویزیونی که وی در آن نقش داشته است می‌توان به عروسی یونانی پرریخت‌وپاش و بزرگ من، بیلیاردباز، زندگی من، آب را نخورید، هیئت منصفه، سفر نفرین‌شده، نازک‌تر و بو ژست اشاره کرد.